# Kościół w Lau
Kościół w Lau – świątynia należąca do diecezji Visby Kościoła Szwecji. Znajduje się w południowo-wschodniej części Gotlandii.

## Architektura
Kościół w Lau pochodzi z początku XIII wieku. Bardzo jednak możliwe, że był poprzedzony jakimś starszym kościołem. Na południe od obecnej świątyni znajdują się pozostałości wieży obronnej z XII wieku, która później została przekształcona w plebanię. Kościół stanął na wyjątkowym miejscu, ponieważ wokół niego odkryto przedchrześcijańskie cmentarzyska, starsze o kilka wieków od samej świątyni.
Najstarszą częścią kościoła jest niezwykle obszerna nawa, pochodząca z początku XIII wieku i utrzymana w stylu romańskim. Równie ogromne jest prezbiterium, datowane na około 1300 rok. Kościół jest jednym z największych na Gotlandii, a co ciekawe, należy do stosunkowo niewielkiej parafii. Badacze są podzieleni w kwestii przyczyn pobudowania w Lau tak wielkiej świątyni. Jedna z hipotez odnosi się do położenia kościoła w pobliżu portu, dzięki czemu parafia mogła czerpać korzyści z handlu i w ten sposób bogacić się. Inna teoria mówi o tym, że świątynia mogła być kościołem pielgrzymkowym, w którym szczególną część oddawano św. Olafowi, królowi Norwegii z pierwszej połowy XI w. Najbardziej prawdopodobne wydaje się jednak to, że w tym kościele działali dominikanie nawołujący do organizacji wypraw chrystianizacyjnych do Kurlandii, na Inflanty i na Prusy. Z kilku zachowanych listów papieskich wiadomo, że dominikanie zostali wyraźnie skierowani do głoszenia tego typu kazań nie tylko w Visby, ale także w niektórych innych pobliskich miejscowościach.
Kościół zbytnio nie zmienił się od czasów średniowiecza. W latach 1958-1960 przeszedł gruntowny remont.
Świątynia posiada aż pięć portali – najwięcej spośród wszystkich średniowiecznych kościółków Gotlandii. Na uwagę zasługują szczególnie romańskie portale nawy, duże i bogato rzeźbione. Co ciekawe, tak wielkiemu kościołowi brakuje wieży. Biorąc pod uwagę architekturę zachodniej części świątyni, istniały plany budowy wieży, jednak z jakiegoś powodu nie zostały one zrealizowane.

## Wnętrze

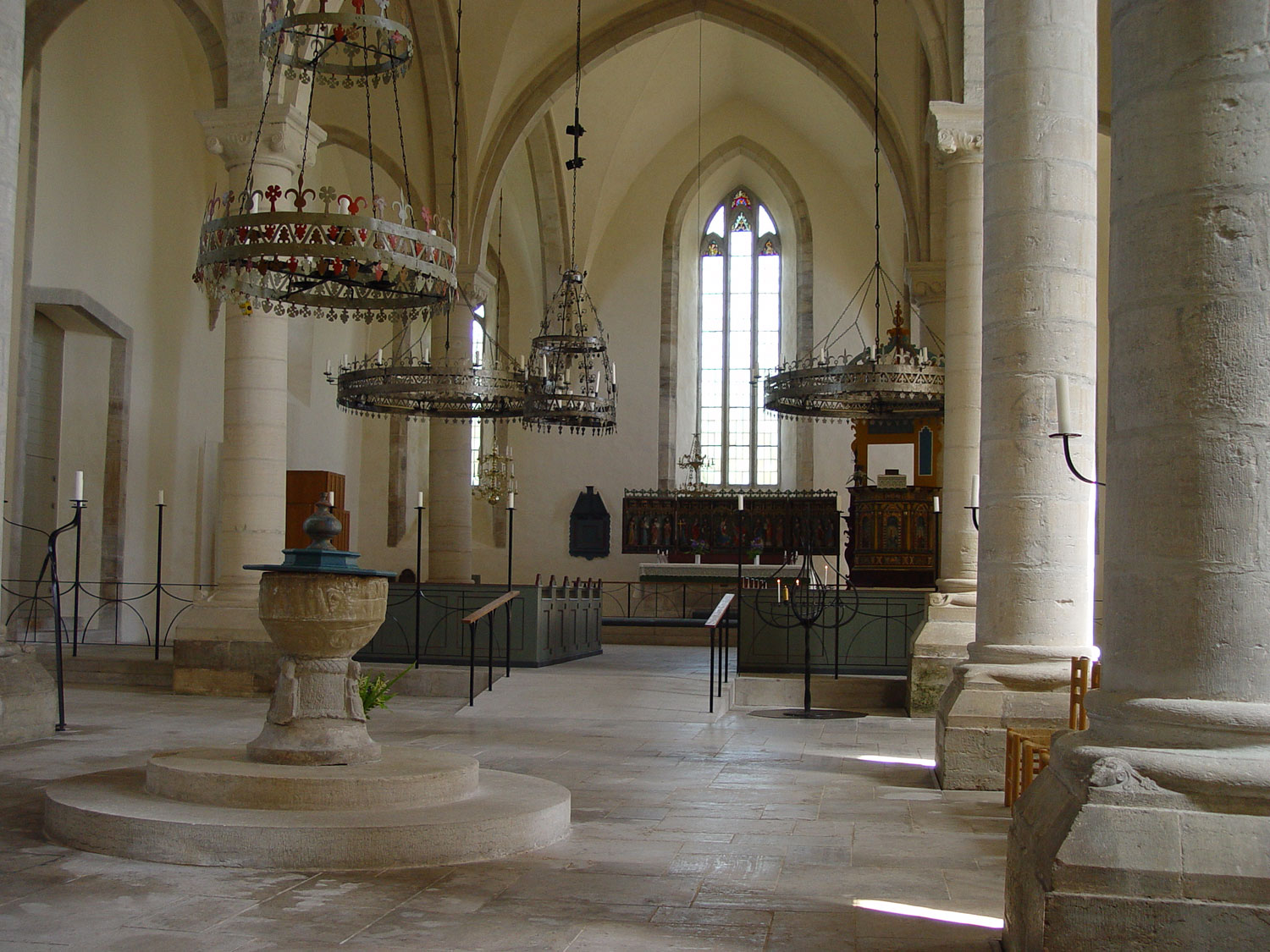
Wnętrze kościoła

Wnętrze świątyni jest przestronne, sklepienie podparto rzeźbionymi kolumnami. Na zachodniej ścianie zobaczyć można freski z 1520 roku, przedstawiające sąd ostateczny. W oknach pozostały fragmenty oryginalnych witraży.
Ołtarz przedstawia ukoronowanie Maryi; pochodzi z Lubeki, z początku XV wieku, a w XVIII wieku został przemalowany. Krzyż triumfalny jest jednym z największych w krajach nordyckich, a datowany jest na połowę XIII wieku. Wapienna chrzcielnica z około 1200 roku jest dziełem Sigrafa.